# 김덕수 (정치인)
김덕수(1970년 9월 25일 ~ )는 대한민국의 정치인이다.
김덕수는 나주에서 태어나 초, 중, 고등학교를 졸업하고 대학 때도 통학을 하며 나주를 떠나지 않았다. 성북동, 금계동, 교동, 송월동에서 살았는데 지금도 그 동네 골목을 다니면 어린 시절의 기억이 선명하다고 한다.
전남대학교에서 경제학을 전공했다. 졸업이후 은행과 증권사 등 기업에 입사할 수 있는 총장 추천서를 받았지만 가지 않았다. 김덕수는 전대기련(전국대학신문기자연합) 의장을 하면서 당시 군사정권과 한국경제의 식민지적 속성을 지적했다. 우리 힘과 실력이 아니라 맹목적인 미국 따라 하기와 정경유착으로 성장한 한국경제를 ‘천민자본주의’라고 비판했다.
대학신문 운동을 하면서 김덕수의 이름으로 기사를 쓰고 한국경제를 비판했는데 졸업하고 나서 비판하던 그 구조 속으로 들어간다는 게 용납되지 않았다. 정의롭지 않은 자본의 노예가 된다는 건 모순이라고 생각한 김덕수는 제 발로 찾아가 나주신문에서 직장생활을 시작하였다.
나주신문 기자로 재직하던 중 전대신문 필자였던 선배의 출마를 계기로 정치권에 들어갔다. 그후 2000년부터 2016년까지 여러 상임위를 거치면서 다양한 분야의 정책 보좌관으로서 국정을 비판하고 대안을 제시했다.
2017년 더불어민주당 대선경선 준비과정에서 문재인 대통령 후보를 위해 최재성 전 청와대 정무수석과 함께 인재 영입 업무를 담당하였다.
문재인 후보가 대통령에 당선된 뒤 인수위 격인 국정기획자문위원회(위원장 김진표)에서 문재인 정부 국정 기조와 100대 국정과제 작성에 참여했으며, 이후 대통령 직속 정책기획위원회 전문위원으로 문재인 정부 국정운영에 함께 한 정통 정책전문가이며 광주·전남의 핵심 역점사업인 한전공대 설립과 에너지밸리 조성, AI(인공지능), AR(증강현실), VR(가상현실) 등 4차산업혁명과 관련된 주요 정책사업을 국정과제에 반영하였다.
김부겸 국무총리의 핵심 보직인 정무기획비서관으로 일하면서 나주SRF 의제를 국무총리가 직접 챙기도록 하는데 물꼬를 텄으며, 초강력레이저센터 연구용역 등 지역 주요 현안과 예산을 국책사업에 반영하는 데 중요한 역할을 한 해결사로 유연한 정무 감각과 송곳 같은 정책분석 및 대안 제시 역량과 뚝심 있는 추진력을 고루 갖춘 인사로 평가된다.
정당 조직에서는 더불어민주당 전남도당 정무실장을 비롯하여 중앙당 정책소통단 부단장, 정책위 부의장, 전남도당 선대위원장 등 핵심 정책 기획직을 역임했다. 2024년부터는 광주교통방송 시사 라디오 프로그램 『김덕수의 법안프리즘』을 직접 진행하며, 정책과 생활을 연결하는 대중 소통자로서의 활동도 병행하였다.
최근에는 광주·전남혁신도시의 특정 도로를 ‘노무현 대로’로 지정하자는 정책을 기획하여, 도로명 제정과 기념 공간 조성 등을 통해 지역 정체성과 역사성을 복원하는 공공 인프라 기획사업을 추진 중이다. 이는 특정 정치인의 상징을 넘어서, 혁신도시의 철학과 시대적 흐름을 지역 공간에 각인시키려는 정책적 시도로 평가된다.
지역사회에서는 나주사랑시민회 공동대표, 금성고 총동문회장을 맡아 생활정치 기반을 다져왔으며, 풀뿌리 간담회, 시민제안 토론회, 지역 청년ㆍ중장년 간 세대소통 실험 등 비공식 정치활동에도 꾸준히 참여하고 있다.
1. ↑  “김덕수(정치인)”. 2025년 8월 4일. 2025년 8월 4일에 확인함.
2. ↑  “김덕수(1970)”. 2025년 8월 4일. 2025년 8월 4일에 확인함.
3. ↑  “Instagram”. 2025년 8월 4일에 확인함.